# Garadzkija
GARADzKIJA («Городские», также встречаются варианты Garadzkija i GRDzK) — белорусская рок-группа, основанная в Минске в 2002 году Питом Павловым (гитаристом N.R.M.). Группа, по его замыслу, исполняет «современную городскую музыку».

## Альбомы
Группа дебютировала в 2003 году одноимённым альбомом — «Haradzkija», в названии которого была специально сделана ошибка, что должно, по мнению музыкантов, отражать условность современной городской среды, делая акцент на деревенском происхождении большинства современных жителей городов.
Альбом состоит из 13 композиций и мультимедийного трека (фото, видеоматериалы). Презентация диска состоялась в клубе «Реактор» 7 ноября 2003 года (в день рождения Пита Павлова).
1. «Не рви себе жизнь»
2. «Колбасит и плющит»
3. «Как манекен»
4. «Меня несёт»
5. «Как ты пахнешь весной»
6. «Сам на-сам»
7. «Карамба»
8. «А в лесу, лесу»
9. «Тот, кто придёт после»
10. «Синий апельсин»
11. «На край»
12. «Нэлегал»[4]
13. «На ладони»

Кроме того, группа записала ещё несколько песен:
- «Да или нет»
- «Всё, что меня в этом мире держит»

## Состав
- Пит Павлов: гитара
- Андрей Сапоненко: ударные (одновременно и в Pete Paff)
- Андрей Ковальков: гитара
- Александр Гарон: бас-гитара

### Бывшие участники
- Денис Савик: гитара (до 2008)
- Алезис Демидович: ударные (до 2008)
- Лёша Рудольф: бас (до 2008)[5]